# Pedro Pacheco de Villena

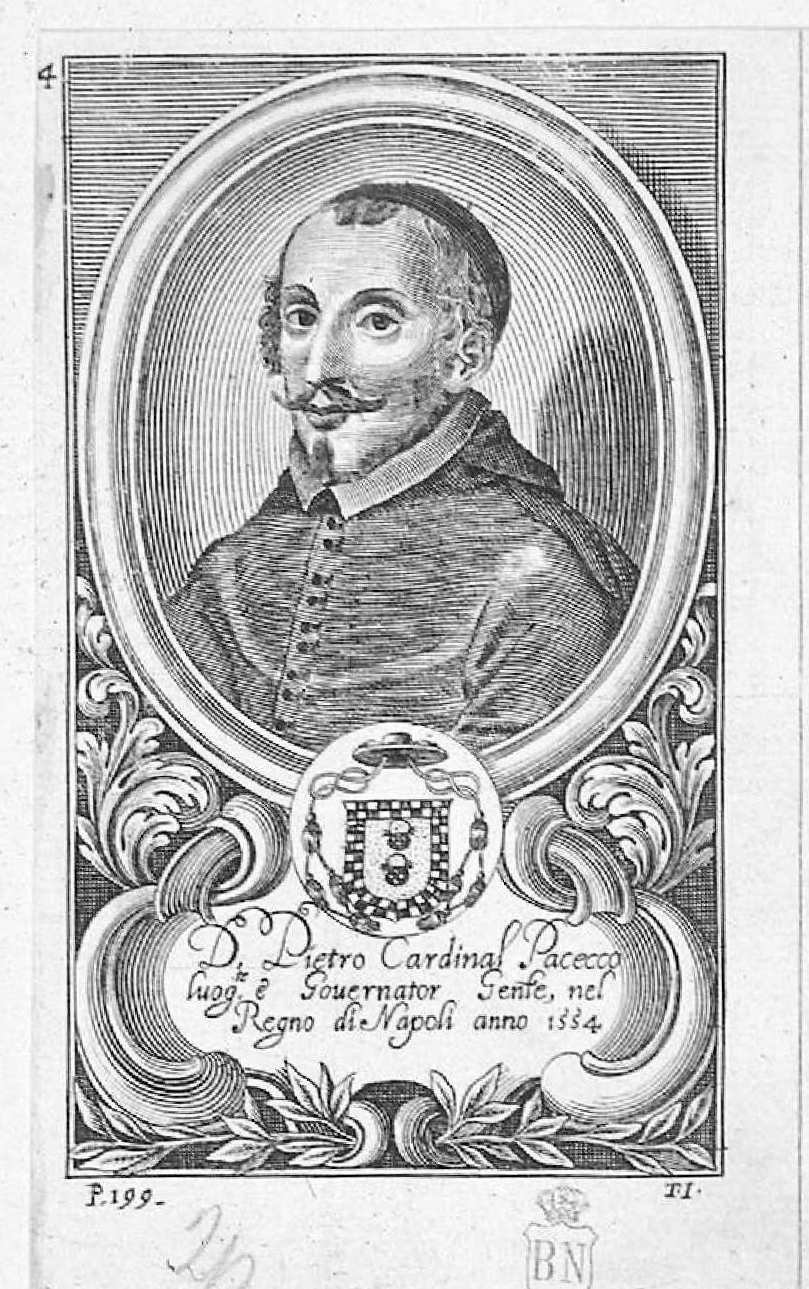
Kardinal Pedro Pacheco de Villena

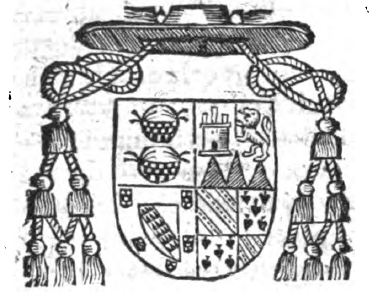
Wappen Kardinal Pacheco

Pedro Pacheco de Villena auch Pedro Pacheco Ladrón de Guevara (* 29. Juni 1488 in La Puebla de Montalbán; † 5. März 1560 in Rom) war ein spanischer katholischer Kardinal und Vizekönig von Neapel. Im Italienischen wird sein Name Pietro Pacecco geschrieben. Sein Neffe Francisco Pacheco de Toledo war ebenfalls Kardinal.

## Leben
Pedro Pacheco de Villena war der Sohn von Alfonso Tellez Giron, Sohn von Martin Vazquez de Acuña und Maria Teresa Giron, Erbin ihres Hauses, sein Onkel war Marques de Villena. Sein Studium absolvierte er in Salamanca. Er war Kämmerer von Papst Alexander VI. und folgte ihm 1522 nach Rom. Er arbeitete in verschiedenen Ämtern für die Römische Kurie, insbesondere als Referendar am Obersten Gerichtshof der Apostolischen Signatur. Er war Dekan der Kathedrale von Santiago de Compostela und Erzdiakon von Valpuesta. Karl V. berief ihn als Visitator in die Kanzleien von Valladolid und Granada.
Er wurde zum Bischof von Mondoñedo (Mindionensis) in Galicien ernannt und am 6. September 1532 von Papst Paul III. (Farnese) bestätigt und später mit der Zustimmung von Papst Paul im Konsistorium am 11. April 1537 in die Diözese Ciudad Rodrigo versetzt.
Er wurde vom Kaiser zum Bischof von Pamplona ernannt, eine Ernennung, die von Papst Paul III. im Konsistorium am 21. Mai 1539 bestätigt wurde. Pacheco übernahm seine Diözese am 10. Juli 1539 durch die Vollmacht von Dr. Martinez y Gaspar Lizano. Am 14. März 1540 erschien er schließlich persönlich zur Inthronisation. Er führte eine Visitation des Domkapitels von Pamplona durch. Nach einem Jahr konnte er den Widerstands überwinden und es kam am 14. April 1541 zu einer Einigung zwischen dem Bischof und den Kanonikern über die Durchsetzung der Kanonikerregelung. Im August 1544 berief der Bischof eine Synode für seine Diözese ein, die dreizehnte in der Geschichte der Diözese. Er führte den Brauch ein, jährliche Prozessionen an Fronleichnam und dessen Oktav, am Ostertag, am Fest des Heiligen Augustinus und am Fest des Heiligen Franziskus abzuhalten. Nach Abschluss der Synode berief der Kaiser Pacheco zum Dienst am Hof.
Der Kaiser ernannte ihn zum Bischof von Jaén, jedoch nicht zum Wohle der Menschen dieser Diözese. Der Kaiser wollte Bischof Pacheco als seinen Vertreter am päpstlichen Hof. Die neue Diözese gab Pacheco den Status und die finanziellen Mittel, um seine Mission in Rom zu erfüllen. Jaen sollte von einem Gouverneur und Provisor im Namen des Bischofs regiert werden. Der Bischof übergab die Verwaltung seiner Diözese am 3. Januar 1545 einem Vikar, Gabriel de Guevara.
Später, am 30. April 1554, wurde er zum Bischof von Sigüenza (Segontia) ernannt, ein Amt, das er bis zu seinem Tod 1560 innehatte.
Er nahm auch am Konzil von Trient teil und war der erste, der die Frage der Unbefleckten Empfängnis der Jungfrau Maria ansprach.
Bischof Pedro Pacheco de Villena wurde auf dem Konsistorium vom 16. Dezember 1545 von Papst Paul III. zum Kardinal kreiert. Er nahm am Konklave von 1549–50 teil, in dem Kardinal Giovanni Maria Ciocchi del Monte zum Papst Julius III. gewählt wurde. 1553 wurde Kardinal Pacheco von Karl V. zum Vizekönig von Neapel ernannt. Er diente von 1553 bis 1555, bis zur Wahl von Papst Paul IV. (Carafa).
Am ersten Konklave von 1555, das Kardinal Marcello Cervini zum Papst Marcellus II. wählte, nahm er nicht teil. Er war jedoch beim zweiten Konklave von 1555 anwesend, bei dem Gian Pietro Carafa aus Neapel zum Papst Paul IV. gewählt wurde.
Am 20. September 1557 erhob ihn der Papst auf seine Bitte hin in die Klasse der Kardinalbischöfe und er wurde auf den suburbikarischen Sitz von Albano befördert, der durch die Beförderung von Kardinal Francesco Pisano auf den suburbikarischen Sitz von Tusculum frei geworden war. Es heißt, dass Papst Paul IV. seinem Antrag stattgab, während er den Antrag des um ein Jahr älteren Kardinal Georges d’Armagnac überging. Unglücklicherweise wurde das Gebiet von Albano während seiner Amtszeit zwei Jahre lang von den Armeen des Krieges zwischen Papst Paul IV. (der einst Bischof von Albano war) und den kaiserlichen spanischen Truppen unter dem Kommando von Fernando Álvarez de Toledo, Herzog von Alba von den Armeen verwüstet.
Kardinal Pacheco nahm sodann am Konklave von 1559 teil, bei dem Kardinal Giovanni Angelo de' Medici zum Papst Pius IV. gewählt wurde. Im selben Jahr wurde er von Pius IV. zu einem der sechs Kardinalinquisitoren des Tribunals der Römischen Inquisition in Rom ernannt.
Er starb am 5. März 1560 plötzlich (subito ex accidenti) in seinem Palazzo in Rom. Er wurde am 13. März 1560 in der Kirche Santa Maria in Aracoeli beigesetzt. Sein Leichnam wurde später nach Puebla de Montalban überführt, wo er in dem von ihm gegründeten Franziskanerkloster (S. Chiara) beigesetzt wurde.